# Tivernon
Tivernon és un municipi francès, situat al departament del Loiret i a la regió de Centre – Vall del Loira. L'any 2007 tenia 236 habitants.

## Demografia

### Població
El 2007 la població de fet de Tivernon era de 236 persones. Hi havia 92 famílies, de les quals 24 eren unipersonals (8 homes vivint sols i 16 dones vivint soles), 28 parelles sense fills, 36 parelles amb fills i 4 famílies monoparentals amb fills.
La població ha evolucionat segons el següent gràfic:
Habitants censats

### Habitatges
El 2007 hi havia 131 habitatges, 97 eren l'habitatge principal de la família, 22 eren segones residències i 12 estaven desocupats. Tots els 129 habitatges eren cases. Dels 97 habitatges principals, 86 estaven ocupats pels seus propietaris, 7 estaven llogats i ocupats pels llogaters i 4 estaven cedits a títol gratuït; 5 tenien dues cambres, 15 en tenien tres, 28 en tenien quatre i 49 en tenien cinc o més. 70 habitatges disposaven pel capbaix d'una plaça de pàrquing. A 42 habitatges hi havia un automòbil i a 49 n'hi havia dos o més.

### Piràmide de població
La piràmide de població per edats i sexe el 2009 era:
| Homes | Edats   | Dones |
| ----- | ------- | ----- |
| 0     | 95 o +  | 0     |
| 0     | 90 a 94 | 0     |
| 0     | 85 a 89 | 0     |
| 0     | 80 a 84 | 4     |
| 8     | 75 a 79 | 4     |
| 12    | 70 a 74 | 8     |
| 4     | 65 a 69 | 4     |
| 8     | 60 a 64 | 0     |
| 0     | 55 a 59 | 8     |
| 24    | 50 a 54 | 24    |
| 12    | 45 a 49 | 4     |
| 4     | 40 a 44 | 4     |
| 4     | 35 a 39 | 8     |
| 8     | 30 a 34 | 4     |
| 8     | 25 a 29 | 8     |
| 12    | 20 a 24 | 4     |
| 4     | 15 a 19 | 4     |
| 8     | 10 a 14 | 20    |
| 4     | 5 a 9   | 0     |
| 4     | 0 a 4   | 8     |

## Economia
El 2007 la població en edat de treballar era de 147 persones, 116 eren actives i 31 eren inactives. De les 116 persones actives 107 estaven ocupades (62 homes i 45 dones) i 9 estaven aturades (4 homes i 5 dones). De les 31 persones inactives 13 estaven jubilades, 12 estaven estudiant i 6 estaven classificades com a «altres inactius».

### Ingressos
El 2009 a Tivernon hi havia 100 unitats fiscals que integraven 250,5 persones, la mediana anual d'ingressos fiscals per persona era de 19.737 €.

### Activitats econòmiques
Dels 16 establiments que hi havia el 2007, 1 era d'una empresa extractiva, 6 d'empreses de fabricació d'altres productes industrials, 3 d'empreses de construcció, 1 d'una empresa de comerç i reparació d'automòbils, 3 d'empreses d'hostatgeria i restauració i 2 d'empreses de serveis.
Dels 6 establiments de servei als particulars que hi havia el 2009, 1 era un taller de reparació d'automòbils i de material agrícola, 1 guixaire pintor, 1 lampisteria, 1 veterinari i 2 restaurants.
L'any 2000 a Tivernon hi havia 11 explotacions agrícoles que ocupaven un total de 1.840 hectàrees.

## Poblacions més properes
El següent diagrama mostra les poblacions més properes.